# Mašoviće
Mašoviće (cyr. Машовиће) – wieś w Serbii, w okręgu zlatiborskim, w gminie Sjenica. W 2011 roku liczyła 130 mieszkańców.